# Ni no Kuni: Wrath of the White Witch
Ni no Kuni: Wrath of the White Witch és un videojoc de rol desenvolupat per l'estudi japonès Level-5 i amb la col·laboració d'Studio Ghibli. Es posà a la venda per PlayStation 3 al novembre de 2011 i va arribar a Occident a principis de 2013. Al setembre de 2019 es publicà per Nintendo Switch i remasteritzat per PlayStation 4. Aquest videojoc és una versió millorada del títol Ni no Kuni: Dominion of the Dark Djinn, publicat per Nintendo DS al desembre de 2010.
Rebé crítiques molt positives generalitzades en totes les plataformes. Aquestes destacaren principalment el seu apartat artístic, la banda sonora i la jugabilitat. En la seva versió de PlayStation 3 obtingué un 85 de la premsa especialitzada i un 8,7 dels jugadors al portal Metacritic.